# 美國第十軍團
美國第十軍團（英語：Tenth United States Army）是美國陸軍已解編的軍團級部隊。第十軍團罕見的由陸軍及海軍陸戰隊共同組成。

## 歷史
1944年6月在夏威夷珍珠港成立，任務是成為攻打台灣的主要部隊。但後來決定改為菲律賓。最後只有參與沖繩島戰役。
1945年4月1日進攻沖繩，下轄第二十四軍（包含第7步兵師、第27步兵師、第77步兵師、第96步兵師）及第三海軍陸戰隊遠征軍（包含第1陸戰師，第2陸戰師、第6陸戰師）。陸軍有超過102,000名士兵，另外還有18,000 名海軍士兵和88,000名海軍陸戰隊。
1945年10月15日解編。